# Österreichische Fußball-Frauenmeisterschaft 1976/77
Die österreichische Fußball-Frauenmeisterschaft 1976/77 war die fünfte Meisterschaft im österreichischen Frauenfußball nach der 35-jährigen Pause zwischen 1938 und 1972. Sie bestand aus der achten Auflage einer höchsten Spielklasse (Damenliga Ost – 1. Leistungsstufe) und wurde vom Wiener Fußball-Verband veranstaltet. Meister wurde der SV Elektra Wien, der damit seinen ersten Titel gewann.

## Erste Leistungsstufe – Damenliga Ost

### Modus
Jeder spielte gegen jeden zweimal in insgesamt 12 Runden. Ein Sieg wurde mit zwei Punkten belohnt, ein Unentschieden mit einem Zähler.

### Saisonverlauf
Die Liga setzte sich gegenüber dem Vorjahr, in dem sechs Teams teilnahmen, nun aus sieben Vereinen zusammen, wobei zwei neue Mannschaften zum ersten Mal in dieser Saison vertreten sind.

### Abschlusstabelle
Die Meisterschaft endete mit folgendem Ergebnis:
| Pl.                            | Verein              | Sp. | S  | U | N  | Tore    | Diff. | Punkte |
| ------------------------------ | ------------------- | --- | -- | - | -- | ------- | ----- | ------ |
| 1.                             | SV Elektra Wien     | 12  | 11 | 1 | 0  | 094:800 | +86   | 23     |
| 2.                             | USC Landhaus (M, C) | 12  | 9  | 0 | 3  | 082:110 | +71   | 18     |
| 3.                             | DFC Ostbahn XI      | 12  | 7  | 2 | 3  | 046:800 | +38   | 16     |
| 4.                             | SV Kagran           | 12  | 5  | 2 | 5  | 030:310 | −1    | 12     |
| 5.                             | USC Halbturn        | 12  | 5  | 0 | 7  | 029:250 | +4    | 10     |
| 6.                             | SC Drasenhofen (N)  | 12  | 1  | 2 | 9  | 016:720 | −56   | 04     |
| 7.                             | ESV Parndorf (N)    | 12  | 0  | 1 | 11 | 003:145 | −142  | 01     |
| Stand: Endstand. Quelle: RSSSF |                     |     |    |   |    |         |       |        |

| (M) | Österreichischer Fußball-Frauenmeister 1975/76 |
| (C) | ÖFB-Ladies-Cup-Sieger 1975/76                  |
| (N) | Neuaufsteiger der Saison 1975/76               |

Aufsteiger
- Burgenland: keiner
- Niederösterreich: keiner
- Wien: SV Aspern